# 田原市立福江中学校
田原市立福江中学校（たはらしりつ ふくえちゅうがっこう）は、愛知県田原市内にある公立中学校である。地域に根ざした学校であり､コミュニティ・スクールが導入されている。「福中（ふくちゅう）」という愛称で親しまれている。令和元年に田原市立伊良湖岬中学校と統合し，渥美半島のおよそ半分が校区となった。

## 歴史
- 昭和22年：渥美郡福江町立福江中学校設立[1]
- 昭和30年：渥美町立福江中学校と改称[1]
- 平成元年：新校舎（第2棟）が完成[1]
- 平成17年：田原市立福江中学校と改称
- 平成26年：ラベンダープロジェクト開始[2][3]
- 平成29年：愛知県立福江高等学校との連携型中高一貫教育を開始
- 平成30年：伊良湖岬中学校との統合準備のため、第1棟や駐輪場等の大規模改修工事を実施
- 平成31年4月1日：伊良湖岬中学校と統合。学区が5小学校区に広がる。コミュニティ・スクールを導入

## 年間行事
- 4月 入学式・始業式、退任式、オリエンテーション合宿（1年）、授業参観、出発式・ＰＴＡ総会
- 5月 新入生歓迎会、キャリアスクールプロジェクト（2年）、親子クリーン作戦（岬地区）、ＶＩＶＡシャッフル（前期）、修学旅行（3年)
- 6月 親子ふれあい活動、近隣高等学校説明会、期末テスト
- 7月 保護者会、終業式
- 9月 始業式、学力診断テスト、体育大会
- 10月 サンキュー☆福江、学力診断テスト（3年）
- 11月 合唱祭、進路説明会（3年）、ＶＩＶＡシャッフル（後期）、期末テスト、親子クリーン作戦（福江地区）
- 12月 駆け足集会、長距離走・駅伝大会、保護者会、終業式
- 1月 始業式、学力診断テスト、総合テスト（3年）、保護者会（3年）
- 2月 入学説明会、総合テスト（1・2年）、卒業テスト（3年）、学年保護者会（2年）
- 3月 卒業生に感謝する会、卒業証書授与式、立志歩行（2年）、まとめの会（1年）、修了式